# Kohanitterne
|  | Sammenskrivningsforslag Artiklen Kohanitterne er foreslået føjet ind i Kohen. (Siden august 2016) Diskutér forslaget |

Kohanitterne (ental kohanit, af det hebraiske kohen, flertal kohanim) er det jødiske præsteskab. Alle præster er direkte efterkommere af Aharon, Moses' bror, og hans sønner. I det gamle Israel arbejdede præsterne i templet i Jerusalem og tog sig blandt andet af velsignelsen af folket, se "præstesigningen". Denne funktion har de stadig, nu i synagoger.
Man kan ikke "blive" kohanit – enten er man det, fordi man er født af en kohen, eller også er man det ikke, og så kan man aldrig blive det.
Der er en række forhold og regler, der gælder for kohanitter. Disse skal nemlig hele tiden være rituelt rene, så de er klar til tempeltjeneste, hvis templet i Jerusalem skulle genopbygges. Kohanitter må således ikke omgås lig – og derfor slet ikke færdes på en begravelsesplads – da lig anses for urene. Kohanitter må bl.a. heller ikke giftes med fraskilte kvinder.